# 2023年のアメリカンリーグチャンピオンシップシリーズ
2023年の野球において、メジャーリーグベースボール（MLB）のポストシーズンは10月3日に開幕した。アメリカンリーグの第54回リーグチャンピオンシップシリーズ（英語: 54th American League Championship Series、以下「リーグ優勝決定戦」と表記）は、15日から23日にかけて計7試合が開催された。その結果、テキサス・レンジャーズ（西地区）がヒューストン・アストロズ（同）を4勝3敗で下し、12年ぶり3回目のリーグ優勝およびワールドシリーズ進出を果たした。
両球団はともにテキサス州を本拠地としていることから、州旗にあしらわれた一つ星にちなんでその対戦が "ローンスター・シリーズ" と呼ばれるライバル関係にあるが、ポストシーズンで対戦するのは今回が初めて。7戦4勝制のシリーズにおいてビジター球団が全勝したのは、アストロズとワシントン・ナショナルズが対戦した2019年のワールドシリーズ以来4年ぶり2度目で、そのシリーズと同様に今シリーズでもアストロズは本拠地で1勝もできずに敗退した。シリーズMVPには、ポストシーズンの1シリーズにおける最多打点記録を15に更新し、7試合で打率.357・5本塁打・OPS 1.293を記録したレンジャーズのアドリス・ガルシアが選出された。このあとレンジャーズは、ワールドシリーズでもナショナルリーグ王者アリゾナ・ダイヤモンドバックスを4勝1敗で下し、球団創設63年目で初の優勝を成し遂げた。
2021年、MLB機構が非銀行系住宅ローン会社のローンデポと契約を締結し、同社はその年から5年間リーグ優勝決定戦の冠スポンサーとなった。これにより、大会名はアメリカンリーグチャンピオンシップシリーズ presented by ローンデポ（英語: American League Championship Series presented by loanDepot）となる。

## 両チームの2023年
10月10日にまずレンジャーズ（西地区2位＝第2ワイルドカード）が、そして11日にはアストロズ（西地区優勝）が、それぞれ地区シリーズ突破を決めてリーグ優勝決定戦へ駒を進めた。
レンジャーズは2017年から6年連続で負け越し、2022年は地区首位アストロズに38.0ゲーム差をつけられた。シーズン終了後、新監督にブルース・ボウチーが招聘され、選手補強では防御率リーグ13位と低迷した先発ローテーションへ、新たにジェイコブ・デグロムやネイサン・イオバルディらが加わった。2023年は4月上旬から地区首位を守り、前半戦終了時には52勝39敗で2位アストロズを2.0ゲーム差上回る。デグロムは6登板のみで肘を痛めてシーズンを棒に振ったが、イオバルディがエースとなり、野手陣は打撃のみならず守備でも投手陣を援護した。投手補強はシーズン中も続き、8月1日のトレード期限までに先発のマックス・シャーザーやジョーダン・モンゴメリーを獲得した。後半戦は他球団の追い上げを受け、8月30日にはアストロズやシアトル・マリナーズに抜かれて3位へ落ちる。その後はマリナーズを抜き返してアストロズと優勝を争い、全162試合を同じ90勝72敗で終えたが、直接対決でアストロズに負け越していたために地区優勝を逃してワイルドカードにまわった。平均得点5.44はリーグ最高、防御率4.28はリーグ10位。コーリー・シーガーやイオバルディらここ数年の大型補強が実を結び、新人のジョシュ・ヤンをはじめとする若手・中堅選手の躍動も目立った。ワイルドカードシリーズではタンパベイ・レイズを2勝0敗で、地区シリーズではボルチモア・オリオールズを3勝0敗で、それぞれ下した。
アストロズは2017年・2022年と直近6年で2度ワールドシリーズを制した。両優勝時の主力選手のうち、エースのジャスティン・バーランダーと一塁手ユリ・グリエルがシーズン終了後にFAとなった。チームは新一塁手にホセ・アブレイユを迎え入れた一方で、エースの抜けた穴は層の厚さで補えると判断し補強を控えた。2023年は故障者が相次ぐ。特に先発投手陣では5月から6月にかけて、ルイス・ガルシアやランス・マッカラーズ・ジュニア、ホセ・ウルキディらが離脱した。ただブランドン・ビーラックやJ.P.フランスらの台頭があり、先発陣は前半戦でイニング消化数も防御率もリーグ3位と上位につけた。その前半戦を50勝41敗、地区首位レンジャーズと2.0ゲーム差の2位で折り返すと、8月1日のトレード期限までにはバーランダーを再獲得し、戦力のみならず士気をも向上させる。9月4日からの対レンジャーズ3連戦全勝で首位に浮上し、その後も優勝争いを続けた結果、全162試合を同じ90勝72敗で終えたものの、直接対決でレンジャーズに勝ち越していたため地区優勝となった。平均得点5.10はリーグ3位、防御率3.94はリーグ6位。投手陣だけでなく野手でも、ホセ・アルトゥーベの故障離脱やJ・アブレイユの打撃不振を脇役選手の健闘で埋め合わせることができた。ワイルドカードシリーズは地区優勝3球団中2番目の高勝率だったため出場を免除され、地区シリーズではミネソタ・ツインズを3勝1敗で下した。
リーグ優勝決定戦の第1・2・6・7戦を本拠地で開催できる "ホームフィールド・アドバンテージ" は、地区優勝球団どうしやワイルドカード球団どうしの対戦の場合はレギュラーシーズンの勝率がより高いほうの球団に、地区優勝球団とワイルドカード球団が対戦する場合は地区優勝球団に与えられる。したがって今シリーズでは、アストロズがアドバンテージを得る。この年のレギュラーシーズンでは両球団は13試合対戦し、アストロズが9勝4敗と勝ち越していた。

## ロースター
両チームの出場選手登録（ロースター）は以下の通り。
- 名前の横の★はこの年のオールスターゲームに選出された選手を、＃はレギュラーシーズン開幕後に入団した選手を示す。
- 年齢は今シリーズ開幕時点でのもの。

| テキサス・レンジャーズ | テキサス・レンジャーズ | テキサス・レンジャーズ | テキサス・レンジャーズ       | テキサス・レンジャーズ | テキサス・レンジャーズ | テキサス・レンジャーズ | ヒューストン・アストロズ | ヒューストン・アストロズ | ヒューストン・アストロズ | ヒューストン・アストロズ     | ヒューストン・アストロズ | ヒューストン・アストロズ | ヒューストン・アストロズ |
| 守備位置               | 背番号                 | 出身                   | 選手                         | 投                     | 打                     | 年齢                   | 守備位置                 | 背番号                   | 出身                     | 選手                         | 投                       | 打                       | 年齢                     |
| ---------------------- | ---------------------- | ---------------------- | ---------------------------- | ---------------------- | ---------------------- | ---------------------- | ------------------------ | ------------------------ | ------------------------ | ---------------------------- | ------------------------ | ------------------------ | ------------------------ |
| 投手                   | 61                     | アメリカ合衆国の旗     | コディ・ブラッドフォード     | 左                     | 左                     | 25                     | 投手                     | 52                       | ドミニカ共和国の旗       | ブライアン・アブレイユ       | 右                       | 右                       | 26                       |
| 投手                   | 45                     | キューバの旗           | アロルディス・チャップマン＃ | 左                     | 左                     | 35                     | 投手                     | 56                       | ドミニカ共和国の旗       | ロネル・ブランコ             | 右                       | 右                       | 30                       |
| 投手                   | 33                     | アメリカ合衆国の旗     | デーン・ダニング             | 右                     | 右                     | 28                     | 投手                     | 58                       | アメリカ合衆国の旗       | ハンター・ブラウン           | 右                       | 右                       | 25                       |
| 投手                   | 17                     | アメリカ合衆国の旗     | ネイサン・イオバルディ★      | 右                     | 右                     | 33                     | 投手                     | 68                       | アメリカ合衆国の旗       | J.P.フランス                 | 右                       | 右                       | 28                       |
| 投手                   | 22                     | アメリカ合衆国の旗     | ジョン・グレイ               | 右                     | 右                     | 31                     | 投手                     | 53                       | ドミニカ共和国の旗       | クリスチャン・ハビエル       | 右                       | 右                       | 26                       |
| 投手                   | 44                     | アメリカ合衆国の旗     | アンドリュー・ヒーニー       | 左                     | 左                     | 32                     | 投手                     | 88                       | アメリカ合衆国の旗       | フィル・メイトン             | 右                       | 右                       | 30                       |
| 投手                   | 25                     | ドミニカ共和国の旗     | ホセ・ルクラーク             | 右                     | 右                     | 29                     | 投手                     | 47                       | ドミニカ共和国の旗       | ラファエル・モンテロ         | 右                       | 右                       | 32                       |
| 投手                   | 52                     | アメリカ合衆国の旗     | ジョーダン・モンゴメリー＃   | 左                     | 左                     | 30                     | 投手                     | 50                       | ドミニカ共和国の旗       | ヘクター・ネリス             | 右                       | 右                       | 34                       |
| 投手                   | 54                     | ベネズエラの旗         | マーティン・ペレス           | 左                     | 左                     | 32                     | 投手                     | 55                       | アメリカ合衆国の旗       | ライアン・プレスリー         | 右                       | 右                       | 34                       |
| 投手                   | 66                     | アメリカ合衆国の旗     | ジョシュ・スボーツ           | 右                     | 右                     | 29                     | 投手                     | 45                       | アメリカ合衆国の旗       | ライン・スタネック           | 右                       | 右                       | 32                       |
| 投手                   | 31                     | アメリカ合衆国の旗     | マックス・シャーザー＃       | 右                     | 右                     | 39                     | 投手                     | 65                       | メキシコの旗             | ホセ・ウルキディ             | 右                       | 右                       | 28                       |
| 投手                   | 51                     | アメリカ合衆国の旗     | ウィル・スミス               | 左                     | 右                     | 34                     | 投手                     | 59                       | ドミニカ共和国の旗       | フランバー・バルデス★        | 左                       | 右                       | 29                       |
| 投手                   | 35                     | アメリカ合衆国の旗     | クリス・ストラットン＃       | 右                     | 右                     | 33                     | 投手                     | 35                       | アメリカ合衆国の旗       | ジャスティン・バーランダー＃ | 右                       | 右                       | 40                       |
| 捕手                   | 18                     | アメリカ合衆国の旗     | ミッチ・ガーバー             | 右                     | 右                     | 32                     | 捕手                     | 21                       | ドミニカ共和国の旗       | ジャイネル・ディアス         | 右                       | 右                       | 25                       |
| 捕手                   | 11                     | アメリカ合衆国の旗     | オースティン・ヘッジス＃     | 右                     | 右                     | 31                     | 捕手                     | 15                       | プエルトリコの旗         | マーティン・マルドナード     | 右                       | 右                       | 37                       |
| 捕手                   | 28                     | アメリカ合衆国の旗     | ジョナ・ハイム★              | 右                     | 両                     | 28                     | 内野手                   | 79                       | キューバの旗             | ホセ・アブレイユ             | 右                       | 右                       | 36                       |
| 内野手                 | 6                      | アメリカ合衆国の旗     | ジョシュ・ヤン★              | 右                     | 右                     | 25                     | 内野手                   | 27                       | ベネズエラの旗           | ホセ・アルトゥーベ           | 右                       | 右                       | 33                       |
| 内野手                 | 30                     | アメリカ合衆国の旗     | ナサニエル・ロウ             | 右                     | 左                     | 28                     | 内野手                   | 2                        | アメリカ合衆国の旗       | アレックス・ブレグマン       | 右                       | 右                       | 29                       |
| 内野手                 | 5                      | アメリカ合衆国の旗     | コーリー・シーガー★          | 右                     | 左                     | 29                     | 内野手                   | 14                       | ホンジュラスの旗         | マウリシオ・デュボーン       | 右                       | 右                       | 29                       |
| 内野手                 | 2                      | アメリカ合衆国の旗     | マーカス・セミエン★          | 右                     | 右                     | 33                     | 内野手                   | 16                       | アメリカ合衆国の旗       | グレイ・ケッシンジャー       | 右                       | 右                       | 26                       |
| 内野手                 | 47                     | アメリカ合衆国の旗     | ジョシュ・スミス             | 右                     | 左                     | 26                     | 内野手                   | 3                        | ドミニカ共和国の旗       | ジェレミー・ペーニャ         | 右                       | 右                       | 26                       |
| 外野手                 | 32                     | アメリカ合衆国の旗     | エバン・カーター             | 右                     | 左                     | 21                     | 内野手                   | 28                       | アメリカ合衆国の旗       | ジョン・シングルトン＃       | 左                       | 左                       | 32                       |
| 外野手                 | 53                     | キューバの旗           | アドリス・ガルシア★          | 右                     | 右                     | 30                     | 外野手                   | 44                       | キューバの旗             | ヨルダン・アルバレス★        | 右                       | 左                       | 26                       |
| 外野手                 | 4                      | アメリカ合衆国の旗     | ロビー・グロスマン           | 左                     | 両                     | 34                     | 外野手                   | 23                       | アメリカ合衆国の旗       | マイケル・ブラントリー       | 左                       | 左                       | 36                       |
| 外野手                 | 16                     | アメリカ合衆国の旗     | トラビス・ジャンコウスキー   | 右                     | 左                     | 32                     | 外野手                   | 20                       | アメリカ合衆国の旗       | チャズ・マコーミック         | 左                       | 右                       | 28                       |
| 外野手                 | 3                      | ドミニカ共和国の旗     | レオディ・タベラス           | 右                     | 両                     | 25                     | 外野手                   | 30                       | アメリカ合衆国の旗       | カイル・タッカー★            | 右                       | 左                       | 26                       |

レンジャーズは地区シリーズのロースターから投手をふたり入れ替え、ブロック・バークとマット・ブッシュを外してジョン・グレイとマックス・シャーザーを加えた。グレイもシャーザーも入団後は先発を務めていたが、9月13日にシャーザーが右肩大円筋の張りで、同月28日にグレイが右前腕下部の張りで、それぞれ離脱していた。特にシャーザーの怪我は通常であれば全治8〜12週間を要するものだったが、リハビリを急いだことにより70球程度の投球が可能なまでに回復した。監督のブルース・ボウチーは彼らについて、グレイを救援にまわす一方でシャーザーは先発させる見込みを示した。地区シリーズでは、バークは1試合0.1イニングで2失点と崩れ、ブッシュは登板機会を得られなかった。
アストロズは地区シリーズのロースターから、外野手のジェイク・マイヤーズに代えて投手のロネル・ブランコを登録した。ブランコは回復力の高さや耐久性を評価されており、GMのデイナ・ブラウンは「2イニング投げてから中1日でまた2イニング投げられるし、元々は先発投手だから延長戦で何イニングか投げることもできる」と評している。ロースター入り候補の投手としては、右肩痛からの復帰を目指すケンドール・グレーブマンもいたが、こちらは監督のダスティ・ベイカー曰く「回復は十分ではない」として見送られた。マイヤーズは地区シリーズでは出場機会がなかった。外野手をひとり減らしたということは、怪我がちなマイケル・ブラントリーの健康面に自信があるものとみられる。

## 開幕前の予想
ESPNが自社の記者11人にどちらがシリーズを制するか予想させたところ、アストロズ勝利予想が7人に対しレンジャーズ勝利予想が4人という結果となった。『ジ・アスレチック』でも同様の企画が記者23人で行われたが、アストロズ勝利予想が9人に対しレンジャーズ勝利予想が14人と、こちらではレンジャーズ支持のほうが多かった。CBSスポーツの企画では、記者6人の支持がレンジャーズとアストロズで3人ずつ半々に分かれた。

## 試合結果
2023年のアメリカンリーグ優勝決定戦は10月15日に開幕し、途中に移動日を挟んで9日間で7試合が行われた。日程・結果は以下の通り。
| 日付                                                   | 試合  | ビジター球団（先攻）     | スコア | ホーム球団（後攻）       | 開催球場                   | 開催球場                                         |
| ------------------------------------------------------ | ----- | ------------------------ | ------ | ------------------------ | -------------------------- | ------------------------------------------------ |
| 10月15日（日）                                         | 第1戦 | テキサス・レンジャーズ   | 2－0   | ヒューストン・アストロズ | ミニッツメイド・パーク     | グローブライフ・フィールドミニッツメイド・パーク |
| 10月16日（月）                                         | 第2戦 | テキサス・レンジャーズ   | 5－4   | ヒューストン・アストロズ | ミニッツメイド・パーク     | グローブライフ・フィールドミニッツメイド・パーク |
| 10月17日（火）                                         |       | 移動日                   | 移動日 | 移動日                   |                            | グローブライフ・フィールドミニッツメイド・パーク |
| 10月18日（水）                                         | 第3戦 | ヒューストン・アストロズ | 8－5   | テキサス・レンジャーズ   | グローブライフ・フィールド | グローブライフ・フィールドミニッツメイド・パーク |
| 10月19日（木）                                         | 第4戦 | ヒューストン・アストロズ | 10－3  | テキサス・レンジャーズ   | グローブライフ・フィールド | グローブライフ・フィールドミニッツメイド・パーク |
| 10月20日（金）                                         | 第5戦 | ヒューストン・アストロズ | 5－4   | テキサス・レンジャーズ   | グローブライフ・フィールド | グローブライフ・フィールドミニッツメイド・パーク |
| 10月21日（土）                                         |       | 移動日                   | 移動日 | 移動日                   |                            | グローブライフ・フィールドミニッツメイド・パーク |
| 10月22日（日）                                         | 第6戦 | テキサス・レンジャーズ   | 9－2   | ヒューストン・アストロズ | ミニッツメイド・パーク     | グローブライフ・フィールドミニッツメイド・パーク |
| 10月23日（月）                                         | 第7戦 | テキサス・レンジャーズ   | 11－4  | ヒューストン・アストロズ | ミニッツメイド・パーク     | グローブライフ・フィールドミニッツメイド・パーク |
| 優勝：テキサス・レンジャーズ（4勝3敗 / 12年ぶり3度目） |       |                          |        |                          |                            | グローブライフ・フィールドミニッツメイド・パーク |

### 第1戦 10月15日
- ミニッツメイド・パーク（テキサス州ヒューストン）

|                          | 1 | 2 | 3 | 4 | 5 | 6 | 7 | 8 | 9 | R | H | E |
| ------------------------ | - | - | - | - | - | - | - | - | - | - | - | - |
| テキサス・レンジャーズ   | 0 | 1 | 0 | 0 | 1 | 0 | 0 | 0 | 0 | 2 | 6 | 0 |
| ヒューストン・アストロズ | 0 | 0 | 0 | 0 | 0 | 0 | 0 | 0 | 0 | 0 | 5 | 0 |

1. 勝利：ジョーダン・モンゴメリー（1勝）
2. セーブ：ホセ・ルクラーク（1S）
3. 敗戦：ジャスティン・バーランダー（1敗）
4. 本塁打
TEX：レオディ・タベラス1号ソロ
5. 審判
［球審］ストゥ・シューウォーター
［塁審］一塁: ジェームズ・ホイ、二塁: ダグ・エディングス、三塁: マービン・ハドソン
［外審］左翼: ジョーダン・ベイカー、右翼: ダン・ベリーノ
6. 試合開始時刻: 中部夏時間（UTC-5）午後7時16分  試合時間: 2時間49分  観客: 4万2872人  気温: 73°F（22.8°C）
詳細: MLB.com Gameday / ESPN.com / Baseball-Reference.com / FanGraphs

| テキサス・レンジャーズ | テキサス・レンジャーズ | テキサス・レンジャーズ | テキサス・レンジャーズ | テキサス・レンジャーズ                                                                                   | ヒューストン・アストロズ | ヒューストン・アストロズ | ヒューストン・アストロズ | ヒューストン・アストロズ | ヒューストン・アストロズ |
| ---------------------- | ---------------------- | ---------------------- | ---------------------- | --- | ------------------------ | ------------------------ | ------------------------ | ------------------------ | --- |
| 打順                   | 守備                   | 選手                   | 打席                   | J・モンゴメリーJ・ハイムN・ロウM・セミエンJ・ヤンC・シーガーE・カーターL・タベラスA・ガルシアM・ガーバー | 打順                     | 守備                     | 選手                     | 打席                     | J・バーランダーM・マルドナードJ・アブレイユJ・アルトゥーベA・ブレグマンJ・ペーニャC・マコーミックM・デュボーンK・タッカーY・アルバレス |
| 1                      | 二                     | M・セミエン            | 右                     | J・モンゴメリーJ・ハイムN・ロウM・セミエンJ・ヤンC・シーガーE・カーターL・タベラスA・ガルシアM・ガーバー | 1                        | 二                       | J・アルトゥーベ          | 右                       | J・バーランダーM・マルドナードJ・アブレイユJ・アルトゥーベA・ブレグマンJ・ペーニャC・マコーミックM・デュボーンK・タッカーY・アルバレス |
| 2                      | 遊                     | C・シーガー            | 左                     | J・モンゴメリーJ・ハイムN・ロウM・セミエンJ・ヤンC・シーガーE・カーターL・タベラスA・ガルシアM・ガーバー | 2                        | 三                       | A・ブレグマン            | 右                       | J・バーランダーM・マルドナードJ・アブレイユJ・アルトゥーベA・ブレグマンJ・ペーニャC・マコーミックM・デュボーンK・タッカーY・アルバレス |
| 3                      | DH                     | M・ガーバー            | 右                     | J・モンゴメリーJ・ハイムN・ロウM・セミエンJ・ヤンC・シーガーE・カーターL・タベラスA・ガルシアM・ガーバー | 3                        | DH                       | Y・アルバレス            | 左                       | J・バーランダーM・マルドナードJ・アブレイユJ・アルトゥーベA・ブレグマンJ・ペーニャC・マコーミックM・デュボーンK・タッカーY・アルバレス |
| 4                      | 右                     | A・ガルシア            | 右                     | J・モンゴメリーJ・ハイムN・ロウM・セミエンJ・ヤンC・シーガーE・カーターL・タベラスA・ガルシアM・ガーバー | 4                        | 一                       | J・アブレイユ            | 右                       | J・バーランダーM・マルドナードJ・アブレイユJ・アルトゥーベA・ブレグマンJ・ペーニャC・マコーミックM・デュボーンK・タッカーY・アルバレス |
| 5                      | 左                     | E・カーター            | 左                     | J・モンゴメリーJ・ハイムN・ロウM・セミエンJ・ヤンC・シーガーE・カーターL・タベラスA・ガルシアM・ガーバー | 5                        | 右                       | K・タッカー              | 左                       | J・バーランダーM・マルドナードJ・アブレイユJ・アルトゥーベA・ブレグマンJ・ペーニャC・マコーミックM・デュボーンK・タッカーY・アルバレス |
| 6                      | 捕                     | J・ハイム              | 両                     | J・モンゴメリーJ・ハイムN・ロウM・セミエンJ・ヤンC・シーガーE・カーターL・タベラスA・ガルシアM・ガーバー | 6                        | 左                       | C・マコーミック          | 右                       | J・バーランダーM・マルドナードJ・アブレイユJ・アルトゥーベA・ブレグマンJ・ペーニャC・マコーミックM・デュボーンK・タッカーY・アルバレス |
| 7                      | 一                     | N・ロウ                | 左                     | J・モンゴメリーJ・ハイムN・ロウM・セミエンJ・ヤンC・シーガーE・カーターL・タベラスA・ガルシアM・ガーバー | 7                        | 中                       | M・デュボーン            | 右                       | J・バーランダーM・マルドナードJ・アブレイユJ・アルトゥーベA・ブレグマンJ・ペーニャC・マコーミックM・デュボーンK・タッカーY・アルバレス |
| 8                      | 三                     | J・ヤン                | 右                     | J・モンゴメリーJ・ハイムN・ロウM・セミエンJ・ヤンC・シーガーE・カーターL・タベラスA・ガルシアM・ガーバー | 8                        | 遊                       | J・ペーニャ              | 右                       | J・バーランダーM・マルドナードJ・アブレイユJ・アルトゥーベA・ブレグマンJ・ペーニャC・マコーミックM・デュボーンK・タッカーY・アルバレス |
| 9                      | 中                     | L・タベラス            | 両                     | J・モンゴメリーJ・ハイムN・ロウM・セミエンJ・ヤンC・シーガーE・カーターL・タベラスA・ガルシアM・ガーバー | 9                        | 捕                       | M・マルドナード          | 右                       | J・バーランダーM・マルドナードJ・アブレイユJ・アルトゥーベA・ブレグマンJ・ペーニャC・マコーミックM・デュボーンK・タッカーY・アルバレス |
| 先発投手               | 先発投手               | 先発投手               | 投球                   | J・モンゴメリーJ・ハイムN・ロウM・セミエンJ・ヤンC・シーガーE・カーターL・タベラスA・ガルシアM・ガーバー | 先発投手                 | 先発投手                 | 先発投手                 | 投球                     | J・バーランダーM・マルドナードJ・アブレイユJ・アルトゥーベA・ブレグマンJ・ペーニャC・マコーミックM・デュボーンK・タッカーY・アルバレス |
| J・モンゴメリー        | J・モンゴメリー        | J・モンゴメリー        | 左                     | J・モンゴメリーJ・ハイムN・ロウM・セミエンJ・ヤンC・シーガーE・カーターL・タベラスA・ガルシアM・ガーバー | J・バーランダー          | J・バーランダー          | J・バーランダー          | 右                       | J・バーランダーM・マルドナードJ・アブレイユJ・アルトゥーベA・ブレグマンJ・ペーニャC・マコーミックM・デュボーンK・タッカーY・アルバレス |

### 第2戦 10月16日
- ミニッツメイド・パーク（テキサス州ヒューストン）

|                          | 1 | 2 | 3 | 4 | 5 | 6 | 7 | 8 | 9 | R | H | E |
| ------------------------ | - | - | - | - | - | - | - | - | - | - | - | - |
| テキサス・レンジャーズ   | 4 | 0 | 1 | 0 | 0 | 0 | 0 | 0 | 0 | 5 | 8 | 1 |
| ヒューストン・アストロズ | 0 | 1 | 0 | 1 | 0 | 1 | 0 | 1 | 0 | 4 | 6 | 2 |

1. 勝利：ネイサン・イオバルディ（1勝）
2. セーブ：ホセ・ルクラーク（2S）
3. 敗戦：フランバー・バルデス（1敗）
4. 本塁打
TEX：ジョナ・ハイム1号ソロ
HOU：ヨルダン・アルバレス1号ソロ・2号ソロ、アレックス・ブレグマン1号ソロ
5. 審判
［球審］マーク・リッパージャー
［塁審］一塁: ダグ・エディングス、二塁: マービン・ハドソン、三塁: ジョーダン・ベイカー
［外審］左翼: ダン・ベリーノ、右翼: ストゥ・シューウォーター
6. 試合開始時刻: 中部夏時間（UTC-5）午後3時39分  試合時間: 3時間1分  観客: 4万2879人  気温: 73°F（22.8°C）
詳細: MLB.com Gameday / ESPN.com / Baseball-Reference.com / FanGraphs

| テキサス・レンジャーズ | テキサス・レンジャーズ | テキサス・レンジャーズ | テキサス・レンジャーズ | テキサス・レンジャーズ                                                                                     | ヒューストン・アストロズ | ヒューストン・アストロズ | ヒューストン・アストロズ | ヒューストン・アストロズ | ヒューストン・アストロズ |
| ---------------------- | ---------------------- | ---------------------- | ---------------------- | --- | ------------------------ | ------------------------ | ------------------------ | ------------------------ | --- |
| 打順                   | 守備                   | 選手                   | 打席                   | N・イオバルディJ・ハイムN・ロウM・セミエンJ・ヤンC・シーガーR・グロスマンL・タベラスA・ガルシアM・ガーバー | 打順                     | 守備                     | 選手                     | 打席                     | F・バルデスM・マルドナードJ・アブレイユJ・アルトゥーベA・ブレグマンJ・ペーニャM・ブラントリーC・マコーミックK・タッカーY・アルバレス |
| 1                      | 二                     | M・セミエン            | 右                     | N・イオバルディJ・ハイムN・ロウM・セミエンJ・ヤンC・シーガーR・グロスマンL・タベラスA・ガルシアM・ガーバー | 1                        | 二                       | J・アルトゥーベ          | 右                       | F・バルデスM・マルドナードJ・アブレイユJ・アルトゥーベA・ブレグマンJ・ペーニャM・ブラントリーC・マコーミックK・タッカーY・アルバレス |
| 2                      | 遊                     | C・シーガー            | 左                     | N・イオバルディJ・ハイムN・ロウM・セミエンJ・ヤンC・シーガーR・グロスマンL・タベラスA・ガルシアM・ガーバー | 2                        | 三                       | A・ブレグマン            | 右                       | F・バルデスM・マルドナードJ・アブレイユJ・アルトゥーベA・ブレグマンJ・ペーニャM・ブラントリーC・マコーミックK・タッカーY・アルバレス |
| 3                      | 左                     | R・グロスマン          | 両                     | N・イオバルディJ・ハイムN・ロウM・セミエンJ・ヤンC・シーガーR・グロスマンL・タベラスA・ガルシアM・ガーバー | 3                        | 右                       | K・タッカー              | 左                       | F・バルデスM・マルドナードJ・アブレイユJ・アルトゥーベA・ブレグマンJ・ペーニャM・ブラントリーC・マコーミックK・タッカーY・アルバレス |
| 4                      | 右                     | A・ガルシア            | 右                     | N・イオバルディJ・ハイムN・ロウM・セミエンJ・ヤンC・シーガーR・グロスマンL・タベラスA・ガルシアM・ガーバー | 4                        | DH                       | Y・アルバレス            | 左                       | F・バルデスM・マルドナードJ・アブレイユJ・アルトゥーベA・ブレグマンJ・ペーニャM・ブラントリーC・マコーミックK・タッカーY・アルバレス |
| 5                      | DH                     | M・ガーバー            | 右                     | N・イオバルディJ・ハイムN・ロウM・セミエンJ・ヤンC・シーガーR・グロスマンL・タベラスA・ガルシアM・ガーバー | 5                        | 一                       | J・アブレイユ            | 右                       | F・バルデスM・マルドナードJ・アブレイユJ・アルトゥーベA・ブレグマンJ・ペーニャM・ブラントリーC・マコーミックK・タッカーY・アルバレス |
| 6                      | 捕                     | J・ハイム              | 両                     | N・イオバルディJ・ハイムN・ロウM・セミエンJ・ヤンC・シーガーR・グロスマンL・タベラスA・ガルシアM・ガーバー | 6                        | 左                       | M・ブラントリー          | 左                       | F・バルデスM・マルドナードJ・アブレイユJ・アルトゥーベA・ブレグマンJ・ペーニャM・ブラントリーC・マコーミックK・タッカーY・アルバレス |
| 7                      | 一                     | N・ロウ                | 左                     | N・イオバルディJ・ハイムN・ロウM・セミエンJ・ヤンC・シーガーR・グロスマンL・タベラスA・ガルシアM・ガーバー | 7                        | 中                       | C・マコーミック          | 右                       | F・バルデスM・マルドナードJ・アブレイユJ・アルトゥーベA・ブレグマンJ・ペーニャM・ブラントリーC・マコーミックK・タッカーY・アルバレス |
| 8                      | 三                     | J・ヤン                | 右                     | N・イオバルディJ・ハイムN・ロウM・セミエンJ・ヤンC・シーガーR・グロスマンL・タベラスA・ガルシアM・ガーバー | 8                        | 遊                       | J・ペーニャ              | 右                       | F・バルデスM・マルドナードJ・アブレイユJ・アルトゥーベA・ブレグマンJ・ペーニャM・ブラントリーC・マコーミックK・タッカーY・アルバレス |
| 9                      | 中                     | L・タベラス            | 両                     | N・イオバルディJ・ハイムN・ロウM・セミエンJ・ヤンC・シーガーR・グロスマンL・タベラスA・ガルシアM・ガーバー | 9                        | 捕                       | M・マルドナード          | 右                       | F・バルデスM・マルドナードJ・アブレイユJ・アルトゥーベA・ブレグマンJ・ペーニャM・ブラントリーC・マコーミックK・タッカーY・アルバレス |
| 先発投手               | 先発投手               | 先発投手               | 投球                   | N・イオバルディJ・ハイムN・ロウM・セミエンJ・ヤンC・シーガーR・グロスマンL・タベラスA・ガルシアM・ガーバー | 先発投手                 | 先発投手                 | 先発投手                 | 投球                     | F・バルデスM・マルドナードJ・アブレイユJ・アルトゥーベA・ブレグマンJ・ペーニャM・ブラントリーC・マコーミックK・タッカーY・アルバレス |
| N・イオバルディ        | N・イオバルディ        | N・イオバルディ        | 右                     | N・イオバルディJ・ハイムN・ロウM・セミエンJ・ヤンC・シーガーR・グロスマンL・タベラスA・ガルシアM・ガーバー | F・バルデス              | F・バルデス              | F・バルデス              | 左                       | F・バルデスM・マルドナードJ・アブレイユJ・アルトゥーベA・ブレグマンJ・ペーニャM・ブラントリーC・マコーミックK・タッカーY・アルバレス |

### 第3戦 10月18日
- グローブライフ・フィールド（テキサス州アーリントン）

|                          | 1 | 2 | 3 | 4 | 5 | 6 | 7 | 8 | 9 | R | H  | E |
| ------------------------ | - | - | - | - | - | - | - | - | - | - | -- | - |
| ヒューストン・アストロズ | 0 | 3 | 1 | 1 | 0 | 0 | 2 | 1 | 0 | 8 | 12 | 0 |
| テキサス・レンジャーズ   | 0 | 0 | 0 | 0 | 2 | 0 | 2 | 1 | 0 | 5 | 6  | 0 |

1. 勝利：クリスチャン・ハビエル（1勝）
2. セーブ：ライアン・プレスリー（1S）
3. 敗戦：マックス・シャーザー（1敗）
4. 本塁打
HOU：ホセ・アルトゥーベ1号ソロ
TEX：ジョシュ・ヤン1号2ラン・2号2ラン
5. 審判
［球審］ジェームズ・ホイ
［塁審］一塁: マービン・ハドソン、二塁: ジョーダン・ベイカー、三塁: ダン・ベリーノ
［外審］左翼: ストゥ・シューウォーター、右翼: マーク・リッパージャー
6. 試合開始時刻: 中部夏時間（UTC-5）午後7時3分  試合時間: 3時間5分  観客: 4万2368人  気温: 74°F（23.3°C）
詳細: MLB.com Gameday / ESPN.com / Baseball-Reference.com / FanGraphs

| ヒューストン・アストロズ | ヒューストン・アストロズ | ヒューストン・アストロズ | ヒューストン・アストロズ | ヒューストン・アストロズ | テキサス・レンジャーズ | テキサス・レンジャーズ | テキサス・レンジャーズ | テキサス・レンジャーズ | テキサス・レンジャーズ                                                                                 |
| ------------------------ | ------------------------ | ------------------------ | ------------------------ | --- | ---------------------- | ---------------------- | ---------------------- | ---------------------- | --- |
| 打順                     | 守備                     | 選手                     | 打席                     | C・ハビエルM・マルドナードJ・アブレイユJ・アルトゥーベA・ブレグマンJ・ペーニャM・ブラントリーM・デュボーンK・タッカーY・アルバレス | 打順                   | 守備                   | 選手                   | 打席                   | M・シャーザーJ・ハイムN・ロウM・セミエンJ・ヤンC・シーガーE・カーターL・タベラスA・ガルシアM・ガーバー |
| 1                        | 二                       | J・アルトゥーベ          | 右                       | C・ハビエルM・マルドナードJ・アブレイユJ・アルトゥーベA・ブレグマンJ・ペーニャM・ブラントリーM・デュボーンK・タッカーY・アルバレス | 1                      | 二                     | M・セミエン            | 右                     | M・シャーザーJ・ハイムN・ロウM・セミエンJ・ヤンC・シーガーE・カーターL・タベラスA・ガルシアM・ガーバー |
| 2                        | 左                       | M・ブラントリー          | 左                       | C・ハビエルM・マルドナードJ・アブレイユJ・アルトゥーベA・ブレグマンJ・ペーニャM・ブラントリーM・デュボーンK・タッカーY・アルバレス | 2                      | 遊                     | C・シーガー            | 左                     | M・シャーザーJ・ハイムN・ロウM・セミエンJ・ヤンC・シーガーE・カーターL・タベラスA・ガルシアM・ガーバー |
| 3                        | 三                       | A・ブレグマン            | 右                       | C・ハビエルM・マルドナードJ・アブレイユJ・アルトゥーベA・ブレグマンJ・ペーニャM・ブラントリーM・デュボーンK・タッカーY・アルバレス | 3                      | 左                     | E・カーター            | 左                     | M・シャーザーJ・ハイムN・ロウM・セミエンJ・ヤンC・シーガーE・カーターL・タベラスA・ガルシアM・ガーバー |
| 4                        | DH                       | Y・アルバレス            | 左                       | C・ハビエルM・マルドナードJ・アブレイユJ・アルトゥーベA・ブレグマンJ・ペーニャM・ブラントリーM・デュボーンK・タッカーY・アルバレス | 4                      | 右                     | A・ガルシア            | 右                     | M・シャーザーJ・ハイムN・ロウM・セミエンJ・ヤンC・シーガーE・カーターL・タベラスA・ガルシアM・ガーバー |
| 5                        | 一                       | J・アブレイユ            | 右                       | C・ハビエルM・マルドナードJ・アブレイユJ・アルトゥーベA・ブレグマンJ・ペーニャM・ブラントリーM・デュボーンK・タッカーY・アルバレス | 5                      | 捕                     | J・ハイム              | 両                     | M・シャーザーJ・ハイムN・ロウM・セミエンJ・ヤンC・シーガーE・カーターL・タベラスA・ガルシアM・ガーバー |
| 6                        | 右                       | K・タッカー              | 左                       | C・ハビエルM・マルドナードJ・アブレイユJ・アルトゥーベA・ブレグマンJ・ペーニャM・ブラントリーM・デュボーンK・タッカーY・アルバレス | 6                      | DH                     | M・ガーバー            | 右                     | M・シャーザーJ・ハイムN・ロウM・セミエンJ・ヤンC・シーガーE・カーターL・タベラスA・ガルシアM・ガーバー |
| 7                        | 中                       | M・デュボーン            | 右                       | C・ハビエルM・マルドナードJ・アブレイユJ・アルトゥーベA・ブレグマンJ・ペーニャM・ブラントリーM・デュボーンK・タッカーY・アルバレス | 7                      | 一                     | N・ロウ                | 左                     | M・シャーザーJ・ハイムN・ロウM・セミエンJ・ヤンC・シーガーE・カーターL・タベラスA・ガルシアM・ガーバー |
| 8                        | 遊                       | J・ペーニャ              | 右                       | C・ハビエルM・マルドナードJ・アブレイユJ・アルトゥーベA・ブレグマンJ・ペーニャM・ブラントリーM・デュボーンK・タッカーY・アルバレス | 8                      | 三                     | J・ヤン                | 右                     | M・シャーザーJ・ハイムN・ロウM・セミエンJ・ヤンC・シーガーE・カーターL・タベラスA・ガルシアM・ガーバー |
| 9                        | 捕                       | M・マルドナード          | 右                       | C・ハビエルM・マルドナードJ・アブレイユJ・アルトゥーベA・ブレグマンJ・ペーニャM・ブラントリーM・デュボーンK・タッカーY・アルバレス | 9                      | 中                     | L・タベラス            | 両                     | M・シャーザーJ・ハイムN・ロウM・セミエンJ・ヤンC・シーガーE・カーターL・タベラスA・ガルシアM・ガーバー |
| 先発投手                 | 先発投手                 | 先発投手                 | 投球                     | C・ハビエルM・マルドナードJ・アブレイユJ・アルトゥーベA・ブレグマンJ・ペーニャM・ブラントリーM・デュボーンK・タッカーY・アルバレス | 先発投手               | 先発投手               | 先発投手               | 投球                   | M・シャーザーJ・ハイムN・ロウM・セミエンJ・ヤンC・シーガーE・カーターL・タベラスA・ガルシアM・ガーバー |
| C・ハビエル              | C・ハビエル              | C・ハビエル              | 右                       | C・ハビエルM・マルドナードJ・アブレイユJ・アルトゥーベA・ブレグマンJ・ペーニャM・ブラントリーM・デュボーンK・タッカーY・アルバレス | M・シャーザー          | M・シャーザー          | M・シャーザー          | 右                     | M・シャーザーJ・ハイムN・ロウM・セミエンJ・ヤンC・シーガーE・カーターL・タベラスA・ガルシアM・ガーバー |

### 第4戦 10月19日
- グローブライフ・フィールド（テキサス州アーリントン）

|                          | 1 | 2 | 3 | 4 | 5 | 6 | 7 | 8 | 9 | R  | H  | E |
| ------------------------ | - | - | - | - | - | - | - | - | - | -- | -- | - |
| ヒューストン・アストロズ | 3 | 0 | 0 | 4 | 0 | 0 | 2 | 1 | 0 | 10 | 11 | 0 |
| テキサス・レンジャーズ   | 0 | 2 | 1 | 0 | 0 | 0 | 0 | 0 | 0 | 3  | 8  | 0 |

1. 勝利：ライン・スタネック（1勝）
2. 敗戦：デーン・ダニング（1敗）
3. 本塁打
HOU：ホセ・アブレイユ1号3ラン、チャズ・マコーミック1号2ラン
TEX：アドリス・ガルシア1号ソロ、コーリー・シーガー1号ソロ
4. 審判
［球審］ダグ・エディングス
［塁審］一塁: ジョーダン・ベイカー、二塁: ダン・ベリーノ、三塁: ストゥ・シューウォーター
［外審］左翼: マーク・リッパージャー、右翼: ジェームズ・ホイ
5. 試合開始時刻: 中部夏時間（UTC-5）午後7時3分  試合時間: 3時間14分  観客: 4万2060人  気温: 78°F（25.6°C）
詳細: MLB.com Gameday / ESPN.com / Baseball-Reference.com / FanGraphs

| ヒューストン・アストロズ | ヒューストン・アストロズ | ヒューストン・アストロズ | ヒューストン・アストロズ | ヒューストン・アストロズ | テキサス・レンジャーズ | テキサス・レンジャーズ | テキサス・レンジャーズ | テキサス・レンジャーズ | テキサス・レンジャーズ                                                                               |
| ------------------------ | ------------------------ | ------------------------ | ------------------------ | --- | ---------------------- | ---------------------- | ---------------------- | ---------------------- | --- |
| 打順                     | 守備                     | 選手                     | 打席                     | J・ウルキディM・マルドナードJ・アブレイユJ・アルトゥーベA・ブレグマンJ・ペーニャC・マコーミックM・デュボーンK・タッカーY・アルバレス | 打順                   | 守備                   | 選手                   | 打席                   | A・ヒーニーJ・ハイムN・ロウM・セミエンJ・ヤンC・シーガーE・カーターL・タベラスA・ガルシアM・ガーバー |
| 1                        | 二                       | J・アルトゥーベ          | 右                       | J・ウルキディM・マルドナードJ・アブレイユJ・アルトゥーベA・ブレグマンJ・ペーニャC・マコーミックM・デュボーンK・タッカーY・アルバレス | 1                      | 二                     | M・セミエン            | 右                     | A・ヒーニーJ・ハイムN・ロウM・セミエンJ・ヤンC・シーガーE・カーターL・タベラスA・ガルシアM・ガーバー |
| 2                        | 中                       | M・デュボーン            | 右                       | J・ウルキディM・マルドナードJ・アブレイユJ・アルトゥーベA・ブレグマンJ・ペーニャC・マコーミックM・デュボーンK・タッカーY・アルバレス | 2                      | 遊                     | C・シーガー            | 左                     | A・ヒーニーJ・ハイムN・ロウM・セミエンJ・ヤンC・シーガーE・カーターL・タベラスA・ガルシアM・ガーバー |
| 3                        | 三                       | A・ブレグマン            | 右                       | J・ウルキディM・マルドナードJ・アブレイユJ・アルトゥーベA・ブレグマンJ・ペーニャC・マコーミックM・デュボーンK・タッカーY・アルバレス | 3                      | 左                     | E・カーター            | 左                     | A・ヒーニーJ・ハイムN・ロウM・セミエンJ・ヤンC・シーガーE・カーターL・タベラスA・ガルシアM・ガーバー |
| 4                        | DH                       | Y・アルバレス            | 左                       | J・ウルキディM・マルドナードJ・アブレイユJ・アルトゥーベA・ブレグマンJ・ペーニャC・マコーミックM・デュボーンK・タッカーY・アルバレス | 4                      | 右                     | A・ガルシア            | 右                     | A・ヒーニーJ・ハイムN・ロウM・セミエンJ・ヤンC・シーガーE・カーターL・タベラスA・ガルシアM・ガーバー |
| 5                        | 一                       | J・アブレイユ            | 右                       | J・ウルキディM・マルドナードJ・アブレイユJ・アルトゥーベA・ブレグマンJ・ペーニャC・マコーミックM・デュボーンK・タッカーY・アルバレス | 5                      | DH                     | M・ガーバー            | 右                     | A・ヒーニーJ・ハイムN・ロウM・セミエンJ・ヤンC・シーガーE・カーターL・タベラスA・ガルシアM・ガーバー |
| 6                        | 右                       | K・タッカー              | 左                       | J・ウルキディM・マルドナードJ・アブレイユJ・アルトゥーベA・ブレグマンJ・ペーニャC・マコーミックM・デュボーンK・タッカーY・アルバレス | 6                      | 捕                     | J・ハイム              | 両                     | A・ヒーニーJ・ハイムN・ロウM・セミエンJ・ヤンC・シーガーE・カーターL・タベラスA・ガルシアM・ガーバー |
| 7                        | 左                       | C・マコーミック          | 右                       | J・ウルキディM・マルドナードJ・アブレイユJ・アルトゥーベA・ブレグマンJ・ペーニャC・マコーミックM・デュボーンK・タッカーY・アルバレス | 7                      | 一                     | N・ロウ                | 左                     | A・ヒーニーJ・ハイムN・ロウM・セミエンJ・ヤンC・シーガーE・カーターL・タベラスA・ガルシアM・ガーバー |
| 8                        | 遊                       | J・ペーニャ              | 右                       | J・ウルキディM・マルドナードJ・アブレイユJ・アルトゥーベA・ブレグマンJ・ペーニャC・マコーミックM・デュボーンK・タッカーY・アルバレス | 8                      | 三                     | J・ヤン                | 右                     | A・ヒーニーJ・ハイムN・ロウM・セミエンJ・ヤンC・シーガーE・カーターL・タベラスA・ガルシアM・ガーバー |
| 9                        | 捕                       | M・マルドナード          | 右                       | J・ウルキディM・マルドナードJ・アブレイユJ・アルトゥーベA・ブレグマンJ・ペーニャC・マコーミックM・デュボーンK・タッカーY・アルバレス | 9                      | 中                     | L・タベラス            | 両                     | A・ヒーニーJ・ハイムN・ロウM・セミエンJ・ヤンC・シーガーE・カーターL・タベラスA・ガルシアM・ガーバー |
| 先発投手                 | 先発投手                 | 先発投手                 | 投球                     | J・ウルキディM・マルドナードJ・アブレイユJ・アルトゥーベA・ブレグマンJ・ペーニャC・マコーミックM・デュボーンK・タッカーY・アルバレス | 先発投手               | 先発投手               | 先発投手               | 投球                   | A・ヒーニーJ・ハイムN・ロウM・セミエンJ・ヤンC・シーガーE・カーターL・タベラスA・ガルシアM・ガーバー |
| J・ウルキディ            | J・ウルキディ            | J・ウルキディ            | 右                       | J・ウルキディM・マルドナードJ・アブレイユJ・アルトゥーベA・ブレグマンJ・ペーニャC・マコーミックM・デュボーンK・タッカーY・アルバレス | A・ヒーニー            | A・ヒーニー            | A・ヒーニー            | 左                     | A・ヒーニーJ・ハイムN・ロウM・セミエンJ・ヤンC・シーガーE・カーターL・タベラスA・ガルシアM・ガーバー |

### 第5戦 10月20日
- グローブライフ・フィールド（テキサス州アーリントン）

|                          | 1 | 2 | 3 | 4 | 5 | 6 | 7 | 8 | 9 | R | H | E |
| ------------------------ | - | - | - | - | - | - | - | - | - | - | - | - |
| ヒューストン・アストロズ | 1 | 0 | 0 | 0 | 0 | 1 | 0 | 0 | 3 | 5 | 8 | 0 |
| テキサス・レンジャーズ   | 0 | 0 | 0 | 0 | 1 | 3 | 0 | 0 | 0 | 4 | 8 | 1 |

1. 勝利：ライアン・プレスリー（1勝1S）
2. 敗戦：ホセ・ルクラーク（1敗2S）
3. 本塁打
HOU：アレックス・ブレグマン2号ソロ、ホセ・アルトゥーベ2号3ラン
TEX：ナサニエル・ロウ1号ソロ、アドリス・ガルシア2号3ラン
4. 審判
［球審］マービン・ハドソン
［塁審］一塁: ダン・ベリーノ、二塁: ストゥ・シューウォーター、三塁: マーク・リッパージャー
［外審］左翼: ジェームズ・ホイ、右翼: ダグ・エディングス
5. 試合開始時刻: 中部夏時間（UTC-5）午後4時7分  試合時間: 3時間14分  観客: 4万1519人  気温: 73°F（22.8°C）
詳細: MLB.com Gameday / ESPN.com / Baseball-Reference.com / FanGraphs

| ヒューストン・アストロズ | ヒューストン・アストロズ | ヒューストン・アストロズ | ヒューストン・アストロズ | ヒューストン・アストロズ | テキサス・レンジャーズ | テキサス・レンジャーズ | テキサス・レンジャーズ | テキサス・レンジャーズ | テキサス・レンジャーズ                                                                                   |
| ------------------------ | ------------------------ | ------------------------ | ------------------------ | --- | ---------------------- | ---------------------- | ---------------------- | ---------------------- | --- |
| 打順                     | 守備                     | 選手                     | 打席                     | J・バーランダーM・マルドナードJ・アブレイユJ・アルトゥーベA・ブレグマンJ・ペーニャC・マコーミックM・デュボーンK・タッカーY・アルバレス | 打順                   | 守備                   | 選手                   | 打席                   | J・モンゴメリーJ・ハイムN・ロウM・セミエンJ・ヤンC・シーガーE・カーターL・タベラスA・ガルシアM・ガーバー |
| 1                        | 二                       | J・アルトゥーベ          | 右                       | J・バーランダーM・マルドナードJ・アブレイユJ・アルトゥーベA・ブレグマンJ・ペーニャC・マコーミックM・デュボーンK・タッカーY・アルバレス | 1                      | 二                     | M・セミエン            | 右                     | J・モンゴメリーJ・ハイムN・ロウM・セミエンJ・ヤンC・シーガーE・カーターL・タベラスA・ガルシアM・ガーバー |
| 2                        | 中                       | M・デュボーン            | 右                       | J・バーランダーM・マルドナードJ・アブレイユJ・アルトゥーベA・ブレグマンJ・ペーニャC・マコーミックM・デュボーンK・タッカーY・アルバレス | 2                      | 遊                     | C・シーガー            | 左                     | J・モンゴメリーJ・ハイムN・ロウM・セミエンJ・ヤンC・シーガーE・カーターL・タベラスA・ガルシアM・ガーバー |
| 3                        | 三                       | A・ブレグマン            | 右                       | J・バーランダーM・マルドナードJ・アブレイユJ・アルトゥーベA・ブレグマンJ・ペーニャC・マコーミックM・デュボーンK・タッカーY・アルバレス | 3                      | 左                     | E・カーター            | 左                     | J・モンゴメリーJ・ハイムN・ロウM・セミエンJ・ヤンC・シーガーE・カーターL・タベラスA・ガルシアM・ガーバー |
| 4                        | DH                       | Y・アルバレス            | 左                       | J・バーランダーM・マルドナードJ・アブレイユJ・アルトゥーベA・ブレグマンJ・ペーニャC・マコーミックM・デュボーンK・タッカーY・アルバレス | 4                      | 右                     | A・ガルシア            | 右                     | J・モンゴメリーJ・ハイムN・ロウM・セミエンJ・ヤンC・シーガーE・カーターL・タベラスA・ガルシアM・ガーバー |
| 5                        | 一                       | J・アブレイユ            | 右                       | J・バーランダーM・マルドナードJ・アブレイユJ・アルトゥーベA・ブレグマンJ・ペーニャC・マコーミックM・デュボーンK・タッカーY・アルバレス | 5                      | 中                     | L・タベラス            | 両                     | J・モンゴメリーJ・ハイムN・ロウM・セミエンJ・ヤンC・シーガーE・カーターL・タベラスA・ガルシアM・ガーバー |
| 6                        | 右                       | K・タッカー              | 左                       | J・バーランダーM・マルドナードJ・アブレイユJ・アルトゥーベA・ブレグマンJ・ペーニャC・マコーミックM・デュボーンK・タッカーY・アルバレス | 6                      | 三                     | J・ヤン                | 右                     | J・モンゴメリーJ・ハイムN・ロウM・セミエンJ・ヤンC・シーガーE・カーターL・タベラスA・ガルシアM・ガーバー |
| 7                        | 左                       | C・マコーミック          | 右                       | J・バーランダーM・マルドナードJ・アブレイユJ・アルトゥーベA・ブレグマンJ・ペーニャC・マコーミックM・デュボーンK・タッカーY・アルバレス | 7                      | 一                     | N・ロウ                | 左                     | J・モンゴメリーJ・ハイムN・ロウM・セミエンJ・ヤンC・シーガーE・カーターL・タベラスA・ガルシアM・ガーバー |
| 8                        | 遊                       | J・ペーニャ              | 右                       | J・バーランダーM・マルドナードJ・アブレイユJ・アルトゥーベA・ブレグマンJ・ペーニャC・マコーミックM・デュボーンK・タッカーY・アルバレス | 8                      | DH                     | M・ガーバー            | 右                     | J・モンゴメリーJ・ハイムN・ロウM・セミエンJ・ヤンC・シーガーE・カーターL・タベラスA・ガルシアM・ガーバー |
| 9                        | 捕                       | M・マルドナード          | 右                       | J・バーランダーM・マルドナードJ・アブレイユJ・アルトゥーベA・ブレグマンJ・ペーニャC・マコーミックM・デュボーンK・タッカーY・アルバレス | 9                      | 捕                     | J・ハイム              | 両                     | J・モンゴメリーJ・ハイムN・ロウM・セミエンJ・ヤンC・シーガーE・カーターL・タベラスA・ガルシアM・ガーバー |
| 先発投手                 | 先発投手                 | 先発投手                 | 投球                     | J・バーランダーM・マルドナードJ・アブレイユJ・アルトゥーベA・ブレグマンJ・ペーニャC・マコーミックM・デュボーンK・タッカーY・アルバレス | 先発投手               | 先発投手               | 先発投手               | 投球                   | J・モンゴメリーJ・ハイムN・ロウM・セミエンJ・ヤンC・シーガーE・カーターL・タベラスA・ガルシアM・ガーバー |
| J・バーランダー          | J・バーランダー          | J・バーランダー          | 右                       | J・バーランダーM・マルドナードJ・アブレイユJ・アルトゥーベA・ブレグマンJ・ペーニャC・マコーミックM・デュボーンK・タッカーY・アルバレス | J・モンゴメリー        | J・モンゴメリー        | J・モンゴメリー        | 左                     | J・モンゴメリーJ・ハイムN・ロウM・セミエンJ・ヤンC・シーガーE・カーターL・タベラスA・ガルシアM・ガーバー |

### 第6戦 10月22日
- ミニッツメイド・パーク（テキサス州ヒューストン）

|                          | 1 | 2 | 3 | 4 | 5 | 6 | 7 | 8 | 9 | R | H  | E |
| ------------------------ | - | - | - | - | - | - | - | - | - | - | -- | - |
| テキサス・レンジャーズ   | 0 | 1 | 0 | 2 | 0 | 0 | 0 | 1 | 5 | 9 | 10 | 0 |
| ヒューストン・アストロズ | 1 | 0 | 0 | 0 | 0 | 1 | 0 | 0 | 0 | 2 | 6  | 1 |

1. 勝利：ネイサン・イオバルディ（2勝）
2. 敗戦：フランバー・バルデス（2敗）
3. 本塁打
TEX：ミッチ・ガーバー1号ソロ、ジョナ・ハイム2号2ラン、アドリス・ガルシア3号満塁
4. 審判
［球審］ジョーダン・ベイカー
［塁審］一塁: ストゥ・シューウォーター、二塁: マーク・リッパージャー、三塁: ジェームズ・ホイ
［外審］左翼: ダグ・エディングス、右翼: マービン・ハドソン
5. 試合開始時刻: 中部夏時間（UTC-5）午後7時4分  試合時間: 3時間7分  観客: 4万2368人  気温: 73°F（22.8°C）
詳細: MLB.com Gameday / ESPN.com / Baseball-Reference.com / FanGraphs

| テキサス・レンジャーズ | テキサス・レンジャーズ | テキサス・レンジャーズ | テキサス・レンジャーズ | テキサス・レンジャーズ                                                                                     | ヒューストン・アストロズ | ヒューストン・アストロズ | ヒューストン・アストロズ | ヒューストン・アストロズ | ヒューストン・アストロズ |
| ---------------------- | ---------------------- | ---------------------- | ---------------------- | --- | ------------------------ | ------------------------ | ------------------------ | ------------------------ | --- |
| 打順                   | 守備                   | 選手                   | 打席                   | N・イオバルディJ・ハイムN・ロウM・セミエンJ・ヤンC・シーガーR・グロスマンL・タベラスA・ガルシアM・ガーバー | 打順                     | 守備                     | 選手                     | 打席                     | F・バルデスM・マルドナードJ・アブレイユJ・アルトゥーベA・ブレグマンJ・ペーニャM・ブラントリーM・デュボーンK・タッカーY・アルバレス |
| 1                      | 二                     | M・セミエン            | 右                     | N・イオバルディJ・ハイムN・ロウM・セミエンJ・ヤンC・シーガーR・グロスマンL・タベラスA・ガルシアM・ガーバー | 1                        | 二                       | J・アルトゥーベ          | 右                       | F・バルデスM・マルドナードJ・アブレイユJ・アルトゥーベA・ブレグマンJ・ペーニャM・ブラントリーM・デュボーンK・タッカーY・アルバレス |
| 2                      | 遊                     | C・シーガー            | 左                     | N・イオバルディJ・ハイムN・ロウM・セミエンJ・ヤンC・シーガーR・グロスマンL・タベラスA・ガルシアM・ガーバー | 2                        | 左                       | M・ブラントリー          | 左                       | F・バルデスM・マルドナードJ・アブレイユJ・アルトゥーベA・ブレグマンJ・ペーニャM・ブラントリーM・デュボーンK・タッカーY・アルバレス |
| 3                      | 左                     | R・グロスマン          | 両                     | N・イオバルディJ・ハイムN・ロウM・セミエンJ・ヤンC・シーガーR・グロスマンL・タベラスA・ガルシアM・ガーバー | 3                        | 三                       | A・ブレグマン            | 右                       | F・バルデスM・マルドナードJ・アブレイユJ・アルトゥーベA・ブレグマンJ・ペーニャM・ブラントリーM・デュボーンK・タッカーY・アルバレス |
| 4                      | 右                     | A・ガルシア            | 右                     | N・イオバルディJ・ハイムN・ロウM・セミエンJ・ヤンC・シーガーR・グロスマンL・タベラスA・ガルシアM・ガーバー | 4                        | DH                       | Y・アルバレス            | 左                       | F・バルデスM・マルドナードJ・アブレイユJ・アルトゥーベA・ブレグマンJ・ペーニャM・ブラントリーM・デュボーンK・タッカーY・アルバレス |
| 5                      | DH                     | M・ガーバー            | 右                     | N・イオバルディJ・ハイムN・ロウM・セミエンJ・ヤンC・シーガーR・グロスマンL・タベラスA・ガルシアM・ガーバー | 5                        | 一                       | J・アブレイユ            | 右                       | F・バルデスM・マルドナードJ・アブレイユJ・アルトゥーベA・ブレグマンJ・ペーニャM・ブラントリーM・デュボーンK・タッカーY・アルバレス |
| 6                      | 捕                     | J・ハイム              | 両                     | N・イオバルディJ・ハイムN・ロウM・セミエンJ・ヤンC・シーガーR・グロスマンL・タベラスA・ガルシアM・ガーバー | 6                        | 右                       | K・タッカー              | 左                       | F・バルデスM・マルドナードJ・アブレイユJ・アルトゥーベA・ブレグマンJ・ペーニャM・ブラントリーM・デュボーンK・タッカーY・アルバレス |
| 7                      | 一                     | N・ロウ                | 左                     | N・イオバルディJ・ハイムN・ロウM・セミエンJ・ヤンC・シーガーR・グロスマンL・タベラスA・ガルシアM・ガーバー | 7                        | 中                       | M・デュボーン            | 右                       | F・バルデスM・マルドナードJ・アブレイユJ・アルトゥーベA・ブレグマンJ・ペーニャM・ブラントリーM・デュボーンK・タッカーY・アルバレス |
| 8                      | 三                     | J・ヤン                | 右                     | N・イオバルディJ・ハイムN・ロウM・セミエンJ・ヤンC・シーガーR・グロスマンL・タベラスA・ガルシアM・ガーバー | 8                        | 遊                       | J・ペーニャ              | 右                       | F・バルデスM・マルドナードJ・アブレイユJ・アルトゥーベA・ブレグマンJ・ペーニャM・ブラントリーM・デュボーンK・タッカーY・アルバレス |
| 9                      | 中                     | L・タベラス            | 両                     | N・イオバルディJ・ハイムN・ロウM・セミエンJ・ヤンC・シーガーR・グロスマンL・タベラスA・ガルシアM・ガーバー | 9                        | 捕                       | M・マルドナード          | 右                       | F・バルデスM・マルドナードJ・アブレイユJ・アルトゥーベA・ブレグマンJ・ペーニャM・ブラントリーM・デュボーンK・タッカーY・アルバレス |
| 先発投手               | 先発投手               | 先発投手               | 投球                   | N・イオバルディJ・ハイムN・ロウM・セミエンJ・ヤンC・シーガーR・グロスマンL・タベラスA・ガルシアM・ガーバー | 先発投手                 | 先発投手                 | 先発投手                 | 投球                     | F・バルデスM・マルドナードJ・アブレイユJ・アルトゥーベA・ブレグマンJ・ペーニャM・ブラントリーM・デュボーンK・タッカーY・アルバレス |
| N・イオバルディ        | N・イオバルディ        | N・イオバルディ        | 右                     | N・イオバルディJ・ハイムN・ロウM・セミエンJ・ヤンC・シーガーR・グロスマンL・タベラスA・ガルシアM・ガーバー | F・バルデス              | F・バルデス              | F・バルデス              | 左                       | F・バルデスM・マルドナードJ・アブレイユJ・アルトゥーベA・ブレグマンJ・ペーニャM・ブラントリーM・デュボーンK・タッカーY・アルバレス |

### 第7戦 10月23日
- ミニッツメイド・パーク（テキサス州ヒューストン）

|                          | 1 | 2 | 3 | 4 | 5 | 6 | 7 | 8 | 9 | R  | H  | E |
| ------------------------ | - | - | - | - | - | - | - | - | - | -- | -- | - |
| テキサス・レンジャーズ   | 3 | 0 | 1 | 4 | 0 | 2 | 0 | 1 | 0 | 11 | 15 | 0 |
| ヒューストン・アストロズ | 1 | 0 | 1 | 0 | 0 | 0 | 1 | 0 | 1 | 4  | 12 | 0 |

1. 勝利：ジョーダン・モンゴメリー（2勝）
2. 敗戦：クリスチャン・ハビエル（1勝1敗）
3. 本塁打
TEX：コーリー・シーガー2号ソロ、アドリス・ガルシア4号ソロ・5号ソロ、ナサニエル・ロウ2号2ラン
HOU：アレックス・ブレグマン3号ソロ、ホセ・アルトゥーベ3号ソロ
4. 審判
［球審］ダン・ベリーノ
［塁審］一塁: マーク・リッパージャー、二塁: ジェームズ・ホイ、三塁: ダグ・エディングス
［外審］左翼: マービン・ハドソン、右翼: ジョーダン・ベイカー
5. 試合開始時刻: 中部夏時間（UTC-5）午後7時6分  試合時間: 3時間20分  観客: 4万2814人  気温: 73°F（22.8°C）
詳細: MLB.com Gameday / ESPN.com / Baseball-Reference.com / FanGraphs

| テキサス・レンジャーズ | テキサス・レンジャーズ | テキサス・レンジャーズ | テキサス・レンジャーズ | テキサス・レンジャーズ                                                                                 | ヒューストン・アストロズ | ヒューストン・アストロズ | ヒューストン・アストロズ | ヒューストン・アストロズ | ヒューストン・アストロズ |
| ---------------------- | ---------------------- | ---------------------- | ---------------------- | --- | ------------------------ | ------------------------ | ------------------------ | ------------------------ | --- |
| 打順                   | 守備                   | 選手                   | 打席                   | M・シャーザーJ・ハイムN・ロウM・セミエンJ・ヤンC・シーガーE・カーターL・タベラスA・ガルシアM・ガーバー | 打順                     | 守備                     | 選手                     | 打席                     | C・ハビエルM・マルドナードJ・アブレイユJ・アルトゥーベA・ブレグマンJ・ペーニャM・ブラントリーC・マコーミックK・タッカーY・アルバレス |
| 1                      | 二                     | M・セミエン            | 右                     | M・シャーザーJ・ハイムN・ロウM・セミエンJ・ヤンC・シーガーE・カーターL・タベラスA・ガルシアM・ガーバー | 1                        | 二                       | J・アルトゥーベ          | 右                       | C・ハビエルM・マルドナードJ・アブレイユJ・アルトゥーベA・ブレグマンJ・ペーニャM・ブラントリーC・マコーミックK・タッカーY・アルバレス |
| 2                      | 遊                     | C・シーガー            | 左                     | M・シャーザーJ・ハイムN・ロウM・セミエンJ・ヤンC・シーガーE・カーターL・タベラスA・ガルシアM・ガーバー | 2                        | 三                       | A・ブレグマン            | 右                       | C・ハビエルM・マルドナードJ・アブレイユJ・アルトゥーベA・ブレグマンJ・ペーニャM・ブラントリーC・マコーミックK・タッカーY・アルバレス |
| 3                      | 左                     | E・カーター            | 左                     | M・シャーザーJ・ハイムN・ロウM・セミエンJ・ヤンC・シーガーE・カーターL・タベラスA・ガルシアM・ガーバー | 3                        | DH                       | Y・アルバレス            | 左                       | C・ハビエルM・マルドナードJ・アブレイユJ・アルトゥーベA・ブレグマンJ・ペーニャM・ブラントリーC・マコーミックK・タッカーY・アルバレス |
| 4                      | 右                     | A・ガルシア            | 右                     | M・シャーザーJ・ハイムN・ロウM・セミエンJ・ヤンC・シーガーE・カーターL・タベラスA・ガルシアM・ガーバー | 4                        | 一                       | J・アブレイユ            | 右                       | C・ハビエルM・マルドナードJ・アブレイユJ・アルトゥーベA・ブレグマンJ・ペーニャM・ブラントリーC・マコーミックK・タッカーY・アルバレス |
| 5                      | DH                     | M・ガーバー            | 右                     | M・シャーザーJ・ハイムN・ロウM・セミエンJ・ヤンC・シーガーE・カーターL・タベラスA・ガルシアM・ガーバー | 5                        | 左                       | M・ブラントリー          | 左                       | C・ハビエルM・マルドナードJ・アブレイユJ・アルトゥーベA・ブレグマンJ・ペーニャM・ブラントリーC・マコーミックK・タッカーY・アルバレス |
| 6                      | 捕                     | J・ハイム              | 両                     | M・シャーザーJ・ハイムN・ロウM・セミエンJ・ヤンC・シーガーE・カーターL・タベラスA・ガルシアM・ガーバー | 6                        | 右                       | K・タッカー              | 左                       | C・ハビエルM・マルドナードJ・アブレイユJ・アルトゥーベA・ブレグマンJ・ペーニャM・ブラントリーC・マコーミックK・タッカーY・アルバレス |
| 7                      | 一                     | N・ロウ                | 左                     | M・シャーザーJ・ハイムN・ロウM・セミエンJ・ヤンC・シーガーE・カーターL・タベラスA・ガルシアM・ガーバー | 7                        | 中                       | C・マコーミック          | 右                       | C・ハビエルM・マルドナードJ・アブレイユJ・アルトゥーベA・ブレグマンJ・ペーニャM・ブラントリーC・マコーミックK・タッカーY・アルバレス |
| 8                      | 三                     | J・ヤン                | 右                     | M・シャーザーJ・ハイムN・ロウM・セミエンJ・ヤンC・シーガーE・カーターL・タベラスA・ガルシアM・ガーバー | 8                        | 遊                       | J・ペーニャ              | 右                       | C・ハビエルM・マルドナードJ・アブレイユJ・アルトゥーベA・ブレグマンJ・ペーニャM・ブラントリーC・マコーミックK・タッカーY・アルバレス |
| 9                      | 中                     | L・タベラス            | 両                     | M・シャーザーJ・ハイムN・ロウM・セミエンJ・ヤンC・シーガーE・カーターL・タベラスA・ガルシアM・ガーバー | 9                        | 捕                       | M・マルドナード          | 右                       | C・ハビエルM・マルドナードJ・アブレイユJ・アルトゥーベA・ブレグマンJ・ペーニャM・ブラントリーC・マコーミックK・タッカーY・アルバレス |
| 先発投手               | 先発投手               | 先発投手               | 投球                   | M・シャーザーJ・ハイムN・ロウM・セミエンJ・ヤンC・シーガーE・カーターL・タベラスA・ガルシアM・ガーバー | 先発投手                 | 先発投手                 | 先発投手                 | 投球                     | C・ハビエルM・マルドナードJ・アブレイユJ・アルトゥーベA・ブレグマンJ・ペーニャM・ブラントリーC・マコーミックK・タッカーY・アルバレス |
| M・シャーザー          | M・シャーザー          | M・シャーザー          | 右                     | M・シャーザーJ・ハイムN・ロウM・セミエンJ・ヤンC・シーガーE・カーターL・タベラスA・ガルシアM・ガーバー | C・ハビエル              | C・ハビエル              | C・ハビエル              | 右                       | C・ハビエルM・マルドナードJ・アブレイユJ・アルトゥーベA・ブレグマンJ・ペーニャM・ブラントリーC・マコーミックK・タッカーY・アルバレス |